# Kim Yu-song (futbolista nacido en 2003)
Kim Yu-song (Ch'ŏngjin, Corea del Norte) es un futbolista profesional norcoreano que juega como defensa y su equipo actual es el Amnokgang SC. Es internacional con la Selección de fútbol de Corea del Norte desde el 16 de noviembre del 2023.

## Selección nacional

### Juegos Asiáticos 2022
En los Juegos Asiáticos 2022, Kim Yu-song fue seleccionado por Sin Yong-nam para formar parte del equipo nacional de Corea del Norte la competición fue disputado en Hangzhou, China.
Corea del Norte quedó en el Grupo F, junto a Taipéi, Kirguistán e Indonesia. En esta etapa, Kim fue titular en los tres partidos de la fase de grupos, donde Corea del Norte venció a Taipéi por 2-0, a Kirguistán por 1-0 y a Indonesia por la mínima diferencia. Además, en el último encuentro de esta fase, Kim Yu-song anotó un gol.
En los octavos de final, Corea del Norte venció a la selección de Baréin por 2-0.Sin embargo, en los cuartos de final, enfrentaron a Japón y perdieron por 2-1. Durante este partido, Kim Yu-song recibió una tarjeta amarilla por un incidente con un miembro del cuerpo técnico del equipo contrario.
Al final del partido, los jugadores norcoreanos protestaron de forma agresiva al árbitro del partido por su desempeño.

### Selección absoluta
Kim Yu-song hizo su debut en la selección absoluta de Corea del Norte el 16 de noviembre de 2023, durante el primer partido de la Clasificación de la AFC para la Copa Mundial de Fútbol de 2026. En este partido, Corea del Norte se enfrentó a Siria como visitante, perdiendo por 1-0.En la segunda fecha, Kim Yu-song fue titular en la victoria de la Corea sobre Myanmar por 6-1. En el tercer partido, también fue titular en la derrota por 1-0 contra Japón.

## Clubes
| Club         | País            | Año   |
| ------------ | --------------- | ----- |
| Amnokgang SC | Corea del Norte | 2021- |